# 菊田俊介
菊田 俊介（きくた しゅんすけ、1966年9月8日 - ）は、日本のギタリスト、歌手、作曲家、音楽ライター。栃木県宇都宮市出身。

## 略歴
1966年 、栃木県宇都宮市に生まれる。クラシックギターを弾いていた父親の影響で音楽に目覚め、10歳でギターを手にする。小学3年から高校3年まで野球部に所属した野球少年でもあった（高校で半年だけラグビー部に所属）。子供の頃の憧れは、王貞治と江夏豊。
クラシック、フォーク、フュージョン、ハードロック、ヘビー・メタルなど多方面の音楽に影響を受け、宇都宮高校1年時にはプロ・ミュージシャンになる事を決意。当時大きな影響を受けたギタリストは、エディ・ヴァン・ヘイレン、スティーブ・ルカサー（トト）、ニール・ショーン（ジャーニー）、ゲイリー・ムーアら。
宇都宮高校3年時の担任に「アメリカの音楽がやりたいのなら、アメリカに行って勉強したほうが本物が身に付くんじゃないのか？」と言われ、アメリカ行きを模索する。高校卒業後、武蔵野音楽学院で1年の留学準備期間を経て、1986年 にボストンのバークリー音楽大学へ留学。在学1年目に、B.B.キングのライヴ・アルバム『Live at The Regal』を聞いて衝撃を受け、ブルースに目覚める。
1990年 　同校卒業後、ブルースの都と呼ばれるシカゴへ。日本食レストランでアルバイトを始めるも2か月ほどで解雇され、知り合いになったミュージシャンに勧められてストリートミュージシャンから音楽活動を開始。
ローザズ・ラウンジのオーナー、トニー・マンジューロの推薦で、ルイス・マイヤーズ・バンドの日曜ライブに参加。以降ジョニー・リトル・ジョン、ルリー・ベル、トミー・マクラッケン、ビッグ・タイム・サラなどのバンドで活動する。
1991年　『CHICAGO BLUES NIGHT』(GBW)にてCDデビュー。スポーツライターで作家の梅田香子と結婚（後年、離婚）。
1992年 　CHICAGO BLUES NIGHT BANDで1か月に及ぶイタリア・ツアーへ。サルデニア島のロッシーロッシ・フェスティバルでB.B.キングの前座をつとめる。
1994年　『FUNKY BLUES』 Frank Collier band featuring Shun Kikuta and Junior Wells、また『TRIBUTE TO MAGIC SAM』（共にキングレコード）でプロデュースとギターで参加。メジャーデビュー。
シカゴのソルジャーフィールドで行われたワールドカップ・サッカーの決勝トーナメント 、ドイツ対ベルギー戦の試合後に同スタジアムで出演。 
1995年にジュニア・ウェルズのバンドに加入し、米国とカナダを6か月に渡ってツアーした。
1996年　2枚目のリーダー作『CHICAGO MIDNIGHT』（キングレコード）を発表。“ブルースの女王”ココ・テイラーがゲスト参加。
1997年　東京新宿のパークタワー・ブルース・フェスティバルに出演し、J.W.ウィリアムスや鮎川誠、石川二三夫らと共演。
1997年　『LIVE!!THE 3RD PARK TOWER BLUES FESTIVAL ’96』（キングレコード）を発表。 『TRIBUTE TO MAGIC SAM』が、アメリカのエヴィデンス・レコーズより全米発売される。
2000年　ネリー“タイガー”トラヴィスをゲストに迎え『HEART AND SOUL』（M＆Iカンパニー） を発表。ジャパン・ブルース・カーニバルに出演。“ブルースの女王” ココ・テイラーのバンド “ザ・ブルース・マシーン” のレギュラーメンバーに抜擢される。
2003年　アメリカのTV番組「An Evening With B.B.King」のバンドリーダーに抜擢され、B.B.キングと共演。史上最大のブルース・ドキュメンタリー映画、マーティン・スコセッシ監督が総指揮をとるThe Bluesシリーズに出演する。 
2006年　ローリング・ストーンズに捧げたアルバム『RESPECT THE STONES』（ジェネオン・エンタテインメント）に参加。
グラミー賞にノミネートされたココ・テイラーのアルバム『OLD SCHOOL』に参加。
2007年　ソロ・アルバム『RISING SHUN』(Yotsuba Records)をリリース。
2008年  ココ・テイラーとのツアー中にウィスコンシン州ブラック・リバー・フォールズで起きた交通事故で、顔面左半分を4カ所骨折し、さらに右足の付け根から脱臼する重傷を負う。2か月間の静養期間を経て演奏活動に復帰。12月にはジョージ・W・ブッシュ大統領らが見守る中で、ケネディ・センター名誉賞授賞式ガラ公演に出演。クリント・イーストウッドから“Shogun of the blues（ブルースの将軍）”と紹介される。
2009年　栃木県知事の福田富一に任命されて、とちぎ未来大使に就任。
2010年　デビュー20周年を記念したツアーを日本の3都市で行い、近藤房之助、木村充揮、鮎川誠、清水興、ichiro、鮫島秀樹、Nacomi、Brown Blessed Voiceなどがゲスト出演。
2011年　シカゴ・ミュージック賞をJ.Wウィリアムス＆シャイタウン・ハスラーズのメンバーとして受賞。同バンドと青森で行われたジャパン・ブルース・フェスティバルに出演。フィリピン、マニラのCCP Jazz Festival、インドネシアのジャカルタ・ブルース・フェスティバル2011にメインアクトの一人として出演。
2012年　シカゴ・ブルース・フェスティバルのメインステージにココ・テイラー・トリビュートの一員で出演。同年7月2日、18歳年下の台湾人女性と再婚したことをブログを通じて報告した。
2013年　キング・レコードからベスト・アルバム『BEST OF SHUN’S BLUES』をリリース。フラワー・トラベリン・バンドの篠原信彦、和田ジョージ、ナニワエキスプレスの清水興、ヴォーカルのシュトウケンイチと“Legend of Rockers”を結成。ゲストに山本恭司（BOWWOW)、加納秀人（外道）、ROLLY、沢頭岳（クラウドナンバーナイン）を迎える。6月にはキング・レコードより Legend of Rockersの『POWER IN MY ARMS』をリリース。台湾の金曲奨受賞歌手、李婭莎-sashaのアルバムに楽曲提供、プロデュースも手がける。
2015年  ヘンリー・グレイとエディー・ショウをフィーチャーしたLegends Of Bluesに参加、フジロックフェスティバル、ブルーノート東京に出演。台湾の金曲奨受賞歌手、以莉高露（イーリーカオルー）のアルバムに参加、アレンジも手がける。ジャパン・ブルース・フェスティバルにメイン出演したジミー・バーンズとキャサリン・デイヴィスのバックを依頼され、その時に招集したLee Kanehira, Marty Bracey, 片野篤の4人でバンドを結成、BLUES COMPANYが誕生した。
2016年　シカゴ・ブルース・フェスティバルのメインステージで行われた"Tribute to Otis Rush"に出演。堺ブルース・フェスティバルや神戸新開地音楽祭にブルース・プロジェクトで出演、また青森市のジャパン・ブルース・フェスティバルに2010年から10年連続出演する。チャーリー・ラヴと全国ツアーを敢行。
2017年 世界のブルース情報を一冊にまとめた『世界のブルース横丁』と、ブルースギターのテクニックや知識を紹介する「生きたブルースを身につける方法」2冊の単行本がリットーミュージックより発売になる。発売を記念して日本全国、台湾、さらにシカゴへのツアーを行う。
2018年　自己のレコード・レーベル”Rising Shun Records”を立ち上げる。第一弾としてブルース・カンパニーのファースト・アルバム『Blues Company』をリリース。 レコ発全国ツアーを展開する。9月にはソロ・アルバム『RISING SHUN PLUS』(Yotsuba Records)をリリース。アメリカのミシシッピ州を旅し、デルタ・ブルースマンのジミー”ダック”ホームズと共演。
2019年　ソロ・アーティストとして初のフランス・ツアー。台湾の南台科技大学より客員教授に任命される。自己レーベルの第二弾ブルース・プロジェクトの『Good Times Roll』が発売になる。レコ発全国ツアーを8都市で行う 。ジャパン・ブルース・フェスティバルに10年連続出演。トロンゾ・キャノン、ノラ・ジーンと全国ツアー。前年に続き台湾、中国、フィリピン、 インドネシア、タイなどを廻るアジアツアーを敢行。
2020年　自己レーベルからの第三弾『LIVE IN FRANCE』が発売になる。
2021年　コロナ・パンデミックの期間に自宅録音したアコースティック・ソロ・アルバム『In A Room』が、自己レーベルの第四弾として発売になる。日本各地のラジオでオンエアーされた他、アメリカ、フランス、スペイン、タイ、台湾、ブラジルなどでもFM、インターネットラジオなどで取り上げられる。
2023年　シカゴ・ブルース・フェスティバルでジェラルド・マクレンドンのセットにゲスト出演。4年ぶりの中国ツアーでは上海と北京のBLUE NOTEはじめ、成都、重慶、広州、深圳など10都市を廻り盛大な歓迎を受ける。堺ブルース・フェスティバルと佐賀ブルース・フェスティバルにヘッドライナーで出演。
2024年　韓国のグンサン・ブルース・フェスティバルに出演。前年に続き中国ツアーでは上海、北京での「アジア・ブルースギター・ヒーロー・ライブ」に出演するなど7都市を廻る。3週間に及ぶフランスツアーでは「メゾン・ド・ブルース」「ホール・ブルース・クラブ」など10都市13会場でライブ。タイ、台湾、香港へもツアー。堺ブルース・フェスティバルにヘッドライナーで出演。
2025年　BLUES COMPANY結成10周年記念ツアーを敢行する。初のインストアルバム「Blue and Alone」が発売予定。

## 演奏スタイル
本人はB.B.キングから一番影響を受けたと言っており、「単にギタリストやシンガーとしてでなく、存在の全てが人生の目標にできる人物」と評している。B.B.キング、アルバート・キングを中心とした50年代以降のモダンブルース・ギタリストのスタイルを継承しながらも、ブルースに傾倒する前にはクラシック、フォーク、ロック、フュージョン、ジャズなど多くの音楽に親しんできた影響もあり、曲によってはジャズ、フュージョンに通じるフレージングやコードワークを見せたり、レジェンド・オブ・ロッカーズのように80’sメタルの影響を感じさせるプレーを見せる事もある。

## エピソード
B.B.キングと共演したその日に『君は肌の色の薄いB.B.キングだ。日本人である君の感じるものを音にどんどん出していきなさい』と言われ、大きく励まされる。
2009年にブルース界の母と慕い、9年間活動を共にしたココ・テイラーが亡くなり、それがきっかけとなり、自分のルーツでもあるアジアに関心が深まっていく。2011年にはベースをアジアに移し、ソロアーティストとして、台湾ブルース・バッシュ、ジャカルタ・ブルース・フェスティバル、北京ブルース・フェスティバルなど多くのアジア圏内のフェスティバルやメジャーなライブクラブに出演するようになる。

## ギター・エンドースメント
日本のMoon Guitarsからシグネチャー・モデル“Shun Kikuta Model”が発売されている。2007年に最初のモデル『ブルー・ムーン』が作られ、以降レッド、アジアン・ブルー、ナチュラルなどが作られている。最新作は2024年に発売された『ブラック・ムーン』
表“ムーニー”克美が起こしたBlues Guitarのエンドースも受けており、Blues GuitarとBlues Vを使用している。
カナダのゴダンギターのアコースティックギター5th Avenueと5th Avenue CW Kingpinもエンドーサーとして使っている。
大阪をベースにするK-LICKSからオリジナルピックが発売されている。

## テレビ出演
- Channel 11 (Asian American Jazz Festival, Chicago Blues Festival)
- NBC (Chicago News)
- WGN (Blue Festival News, Chicago)
- NBC (News, Chicago)
- NHK (BS News, 日本)
- フジテレビ (グラと我聞のアメリカ珍道中, 2000)
- NHK BS ( Road to the Blues,日本,1999)
- Rossi Rosi Blues Festival (Italy, 1992)
- Kongsberg Jazz Festival ( Norway, 2002)
- PBS TV (An evening with B.B.King, 2003)
- PBS TV (The Blues Project, 2003)
- 栃木テレビ (ドキュメント, 2010)
- 青森テレビ (Japan Blues Festival, 2010~2019)

## ディスコグラフィー

### ソロ・アルバム
- They Call Me Shun (King Records,1995)
- Chicago Midnight (King Records,1996)
- Me And My Guitar (Bluesox,1999)
- Live and kickin'(Bluesox,1999)
- Rising Shun (Yotsuba Records, 2007)
- Best of Shun's Blues (King Records, 2013)
- Rising Shun Plus (Yotsuba Records, 2018)
- In A Room (Rising Shun Records, 2021)[11]
- Blue And Alone (Yotsuba Records, Rising Shun Records, 2025)

### コラボレーション
- Funky Blues/Frank Collier Band  featuring Junior Wells and Shun Kikuta (King Records,1994)
- Tribute To Magic Sam / J.W Williams and The Chi-Town Hustlers, Magic Slim and The Teardrops, Eddie Shaw and The Wolf Gang (King Records,1994)
- Live! The 3rd Park Tower Blues Festival/Shun Kikuta & JWWilliams (King Records,1997)
- Heart and Soul/Shun Kikuta & Nellie"Tiger"Travis (M&I Company,2000)
- GYOZA BLUES / Jamsbee with Shun Kikuta(Yotsuba Records, 2004)
- THE MUSICMANSHIP / Jamsbee with Shun Kikuta (Yotsuba Records, 2005)
- Power In My Arms / Shun Kikuta & Legend Of Rockers (King Records, 2013)
- BLUES COMPANY / Shun Kikuta & BLUES COMPANY (Rising Shun Records, 2018)
- Good Times Roll / BLUES PROJECT (Rising Shun Records, 2019)
- LIVE IN FRANCE / SHUN KIKUTA with EL JOSE And the Hibbie Blues (Rising Shun Records, 2020)[11]

### 参加アルバム
- CHICAGO BLUES NIGHT / Tommy McCracken and The Force Of Habit Blues Band, Deitra Farr, Katherine Davis, Chicago Beau and Willie Kent (GBW, 1991)
- JUST A LITTLE MORE LOVE IS ALL WE NEED / Queen Ayacodobae (1996)
- EXPLOSION / Kid Dynamite (1999)
- I GOT IT LIKE THAT / Nellie"Tiger"Travis (2001)
- Patrick Doody / Patrick Doody Group (2001)
- RESPECT THE STONES（ジェネオン・エンタテインメント, 2006）
- Old School / Koko Taylor (Alligator, 2007)
- Essencially Yours / Chick Rodgers (Spellbound, 2007)
- Bad Girl / Demetria Taylor (Delmark, 2011)
- 2013 / 荒山亮  (2013)
- 一個人，唱情歌 / 李婭莎 (2013)
- Bad Taboo / Carolyn Fe Blues Collective (2014)
- 美好時刻 / 以莉·高露 (2015)
- 和楽 / 古田佳子 (2015)
- BEAT CLUB ALL STARS 4 (Yotsuba Records, 2015)
- 鳴神SOUND / 鳴神 (Yotsuba Records, 2019)
- The Chicago Thunders (EL RECORDS, 2019)
- Don't Mind The Rain / Mike Garner (blues 101, 2019)
- 等待好天 / 荒山亮 (2020)
- Sing The Blues / Rie Fujita (2021)
- A Tesor Mia 〜私の最愛の人へ〜 / Blue Rose (2021)

### 教則DVD、教則本
- シカゴ・ブルース (VHS リットーミュージック 1999)
- シカゴ・ブルース (DVD リットーミュージック 2002)
- R&Bギターの常套句 (DVD リットーミュージック 2004)
- ブルースギターの常套テクニック (DVD リットーミュージック 2005)
- ブルース・ギター・ジャム・セッション (本 リットーミュージック 2005)
- ブルース・ギター・ジャム・セッションRー伝説再臨ー(本 リットーミュージック 2006)
- 菊田俊介式ブルースギター、感情にグッと来るコール&レスポンスの流儀 (アルファノート, 2014)

## 音楽ライターとしての執筆活動
- 地球の歩き方シカゴ編のブルース紹介とコラム（1992-2011)
- ブルース&ソウル・レコーズのコラム「シカゴ・ブルース通信」（ブルースインターアクションズ 1993-2007)
- ギターマガジンのコラム「シカゴ・ブルースの歩き方」（リットーミュージック1997-2007)
- 下野新聞コラム（2007-2008)
- 世界のブルース横丁 (単行本 リットーミュージック 2017)
- 生きたブルースを身につける方法 (単行本 リットーミュージック 2017)

### 講演活動
中学校、高校、大学、お寺などで、「夢を大きく描こう」、「生き方の流儀」などの演題で講演も定期的に行っている。
特に若い世代にブルースの素晴らしさと楽しさを伝えていくこと、自身の経験を話すことでいろんな生き方のオプションがある事を伝えていきたいと考えている。